# 佐用郡
- 令制国一覧 > 山陽道 > 播磨国 > 佐用郡
- 日本 > 近畿地方 > 兵庫県 > 佐用郡

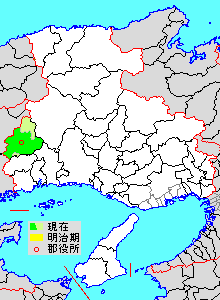
兵庫県佐用郡の位置（緑：佐用町 薄緑：後に他郡から編入した区域）

佐用郡（さよぐん、さようぐん）は、兵庫県（播磨国）の郡。1896年に岡山県（美作国）吉野郡の一部を編入している。
人口14,207人、面積307.44km²、人口密度46.2人/km²。（2025年2月1日、推計人口）
以下の1町を含む。
- 佐用町（さようちょう）

## 郡域
1879年（明治12年）に行政区画として発足した当時の郡域は、佐用町の大部分（大酒・小赤松・漆野・西下野・下三河・中三河・上三河・河崎・船越・桑野・海内・下石井・上石井・水根・奥海・若州・東中山を除く）にあたる。

## 歴史
元来は「さよぐん」であったが、1955年（昭和30年）3月1日の合併で佐用町が「さようちょう」と称したことから、「さようぐん」と読まれることも多くなっている。

### 近世以降の沿革
- 「旧高旧領取調帳」に記載されている明治初年時点での支配は以下の通り。○は村内に寺社除地[2]が存在。幕府領は龍野藩預地。（87村）

| 知行         | 知行               | 村数 | 村名 |
| ------------ | ------------------ | ---- | --- |
| 幕府領       | 幕府領             | 16村 | 下櫛田村、宝蔵寺村、久保村、三原村、弦谷村、廣山村、才元村、平尾村、来見村、田和村、金子村、桜山村、植木谷村、西河内村、仁方村、豊福村 |
| 幕府領       | 旗本領             | 19村 | 口金近村、奥金近村、円応寺村、佐用村、長尾村、平谷村、末包村、大畠村、淀村、福沢村、○本位田村、宗行村、横坂村、口長谷村、奥長谷村、平福村、正吉村、庵村、友延村 |
| 藩領         | 播磨三日月藩       | 40村 | 西新宿村、大日山村、小日山村、西大畠村、須安村、宇根村、金屋村、力万村、寄延村、目高村、上秋里村、下秋里村、上月村、久崎村、家内村、奥多賀村、口多賀村、安川村、大畑村、大下村、三日月村、上本郷村、下本郷村、真宗村、志文村、春哉村、乃井野村、東新宿村、島脇村、土井村、米田村、小山村、中島村、林崎村、下徳久村、西徳久村、東徳久村、平松村、真盛村、山脇村 |
| 藩領         | 播磨安志藩         | 10村 | 仁位村、円光寺村、上櫛田村、三尾村、早瀬村、中山村、蔵垣内村、大垣内村、本郷村、皆田村 |
| 幕府領・藩領 | 旗本領・播磨龍野藩 | 1村  | 大猪伏村 |
| 幕府領・藩領 | 旗本領・安志藩     | 1村  | 山田村 |

- 明治2年（1869年） - 旗本領が兵庫県の管轄となる。
- 明治3年（1870年）11月 - 兵庫県の管轄地域が生野県の管轄となる。
- 明治4年
  - 3月 - 龍野藩預地が生野県の管轄となる。
  - 7月14日（1871年8月29日） - 廃藩置県により、藩領が三日月県、安志県の管轄となる。
  - 11月2日（1871年12月13日） - 第1次府県統合により、全域が姫路県の管轄となる。
  - 11月9日（1871年12月20日） - 飾磨県の管轄となる。
- 明治8年（1875年）（81村）
  - 才元村・金子村が合併して才金村となる。
  - 平尾村・蔵垣内村が合併して福吉村となる。
  - 来見村・田和村が合併して福中村となる。
  - 植木谷村・大猪伏村が合併して大木谷村となる。
  - 奥多賀村・口多賀村が合併して多賀村となる。
  - 平谷村が豊福村に合併。
- 明治9年（1876年）（78村）
  - 8月21日 - 第2次府県統合により兵庫県の管轄となる。
  - 久保村・東新宿村・島脇村が合併して末廣村となる。
  - 下櫛田村・上櫛田村が合併して櫛田村となる。
- 明治12年（1879年）1月8日 - 郡区町村編制法の兵庫県での施行により、行政区画としての佐用郡が発足。郡役所が佐用村に設置。
- 明治14年（1881年） - 正吉村・友延村が合併して延吉村となる。（77村）

### 町村制以降の沿革

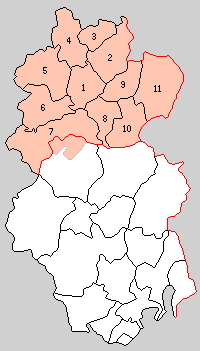
1.佐用村 2.長谷村 3.平福村 4.江川村 5.幕山村 6.西庄村 7.久崎村 8.中安村 9.徳久村 10.大広村 11.三日月村（橙：佐用町）

- 明治22年（1889年）4月1日 - 町村制の施行により、下記の各村が発足。全域が現・佐用町。（11村）
  - 佐用村 ← 佐用村、山脇村、真盛村、山田村、長尾村、本位田村、円応寺村
  - 長谷村 ← 口長谷村、奥長谷村、奥金近村、口金近村、横坂村、宗行村
  - 平福村 ← 平福村、庵村、延吉村
  - 江川村 ← 豊福村、淀村、末包村、大畠村、福沢村、仁方村、西河内村、大木谷村
  - 幕山村 ← 福吉村、本郷村、大垣内村、皆田村、才金村、桜山村、福中村、中山村、金屋村
  - 西庄村 ← 力万村、須安村、宇根村、西大畠村、小日山村、目高村、寄延村、上月村、仁位村、早瀬村
  - 久崎村 ← 久崎村、家内村、櫛田村、円光寺村、上秋里村、下秋里村、西新宿村、大日山村
  - 中安村 ← 中島村、多賀村、米田村、安川村、宝蔵寺村、土井村、小山村
  - 徳久村 ← 下徳久村、林崎村、西徳久村、東徳久村、平松村
  - 大広村 ← 末廣村、廣山村、弦谷村、大畑村、大下村、三原村、三尾村
  - 三日月村 ← 三日月村、乃井野村、下本郷村、上本郷村、真宗村、春哉村、志文村
- 明治29年（1896年）
  - 4月1日（12村）
    - 岡山県吉野郡石井村の所属郡が本郡に変更。
    - 江川村が岡山県吉野郡讃甘村の一部（中山）を編入。

  - 7月1日 - 郡制を施行。
- 大正12年（1923年）4月1日 - 郡会が廃止。郡役所は存続。
- 大正15年（1926年）7月1日 - 郡役所が廃止。以降は地域区分名称となる。
- 昭和3年（1928年）10月1日（2町10村）
  - 佐用村が町制施行して佐用町が発足。
  - 平福村が町制施行して平福町が発足。
- 昭和9年（1934年）4月1日 - 三日月村が町制施行して三日月町が発足。（3町9村）
- 昭和15年（1940年）3月1日 - 久崎村が町制施行して久崎町が発足。（4町8村）
- 昭和30年（1955年）
  - 3月1日 - 佐用町（さよちょう）・長谷村・平福町・石井村・江川村が合併して佐用町（さようちょう）が発足。（3町5村）
  - 3月25日（4町3村）
    - 久崎町が赤穂郡赤松村の一部（大酒・小赤松および旭日のうち字抜位）を編入。
    - 幕山村・西庄村が合併して上月町が発足。

  - 3月31日 - 大広村・三日月町が合併し、改めて三日月町が発足。（4町2村）
  - 7月20日 - 中安村・徳久村が宍粟郡三河村と合併して南光町が発足。（5町）
- 昭和33年（1958年）6月15日 - 上月町・久崎町が合併し、改めて上月町が発足。（4町）
- 平成17年（2005年）10月1日 - 佐用町・上月町・南光町・三日月町が合併し、改めて佐用町が発足。（1町）

### 変遷表
| 明治22年以前 | 明治22年4月1日      | 明治22年 - 昭和19年         | 昭和20年 - 昭和29年 | 昭和30年 - 昭和63年          | 昭和30年 - 昭和63年      | 平成1年 - 現在         | 現在   |
| ------------ | ------------------- | --------------------------- | ------------------- | ---------------------------- | ------------------------ | ---------------------- | ------ |
|              | 佐用村              | 昭和3年10月1日 町制         | 佐用町              | 昭和30年3月1日 佐用町        | 昭和30年3月1日 佐用町    | 平成17年10月1日 佐用町 | 佐用町 |
|              | 平福村              | 昭和3年10月1日 町制         | 平福町              | 昭和30年3月1日 佐用町        | 昭和30年3月1日 佐用町    | 平成17年10月1日 佐用町 | 佐用町 |
|              | 長谷村              | 長谷村                      | 長谷村              | 昭和30年3月1日 佐用町        | 昭和30年3月1日 佐用町    | 平成17年10月1日 佐用町 | 佐用町 |
|              | 江川村              | 江川村                      | 江川村              | 昭和30年3月1日 佐用町        | 昭和30年3月1日 佐用町    | 平成17年10月1日 佐用町 | 佐用町 |
|              | 吉野郡 讃甘村の一部 | 明治29年4月1日 江川村に編入 | 江川村              | 昭和30年3月1日 佐用町        | 昭和30年3月1日 佐用町    | 平成17年10月1日 佐用町 | 佐用町 |
|              | 吉野郡石井村 6月1日 | 明治29年4月1日 佐用郡       | 石井村              | 昭和30年3月1日 佐用町        | 昭和30年3月1日 佐用町    | 平成17年10月1日 佐用町 | 佐用町 |
|              | 三日月村            | 昭和3年10月1日 町制         | 三日月町            | 昭和30年3月31日 三日月町     | 昭和30年3月31日 三日月町 | 平成17年10月1日 佐用町 | 佐用町 |
|              | 大広村              | 大広村                      | 大広村              | 昭和30年3月31日 三日月町     | 昭和30年3月31日 三日月町 | 平成17年10月1日 佐用町 | 佐用町 |
|              | 久崎村              | 昭和15年3月1日 町制         | 久崎町              | 久崎町                       | 昭和33年6月15日 上月町   | 平成17年10月1日 佐用町 | 佐用町 |
|              | 赤穂郡 赤松村の一部 | 赤穂郡 赤松村の一部         | 赤穂郡 赤松村の一部 | 昭和30年3月25日 久崎町に編入 | 昭和33年6月15日 上月町   | 平成17年10月1日 佐用町 | 佐用町 |
|              | 幕山村              | 幕山村                      | 幕山村              | 昭和30年3月25日 上月町       | 昭和33年6月15日 上月町   | 平成17年10月1日 佐用町 | 佐用町 |
|              | 西庄村              | 西庄村                      | 西庄村              | 昭和30年3月25日 上月町       | 昭和33年6月15日 上月町   | 平成17年10月1日 佐用町 | 佐用町 |
|              | 中安村              | 中安村                      | 中安村              | 昭和30年7月20日 南光町       | 昭和30年7月20日 南光町   | 平成17年10月1日 佐用町 | 佐用町 |
|              | 徳久村              | 徳久村                      | 徳久村              | 昭和30年7月20日 南光町       | 昭和30年7月20日 南光町   | 平成17年10月1日 佐用町 | 佐用町 |
|              | 宍粟郡 三河村       | 宍粟郡 三河村               | 宍粟郡 三河村       | 昭和30年7月20日 南光町       | 昭和30年7月20日 南光町   | 平成17年10月1日 佐用町 | 佐用町 |

## 行政
歴代郡長
| 代 | 氏名 | 就任年月日               | 退任年月日                | 備考                   |
| -- | ---- | ------------------------ | ------------------------- | ---------------------- |
| 1  |      | 明治12年（1879年）1月8日 |                           |                        |
|    |      |                          | 大正15年（1926年）6月30日 | 郡役所廃止により、廃官 |